# Environnement en Finlande
L'environnement en Finlande est l'environnement (ensemble des éléments - biotiques ou abiotiques - qui entourent un individu ou une espèce et dont certains contribuent directement à subvenir à ses besoins) du pays Finlande.

## La biodiversité en Finlande

### Milieux, faune et flore

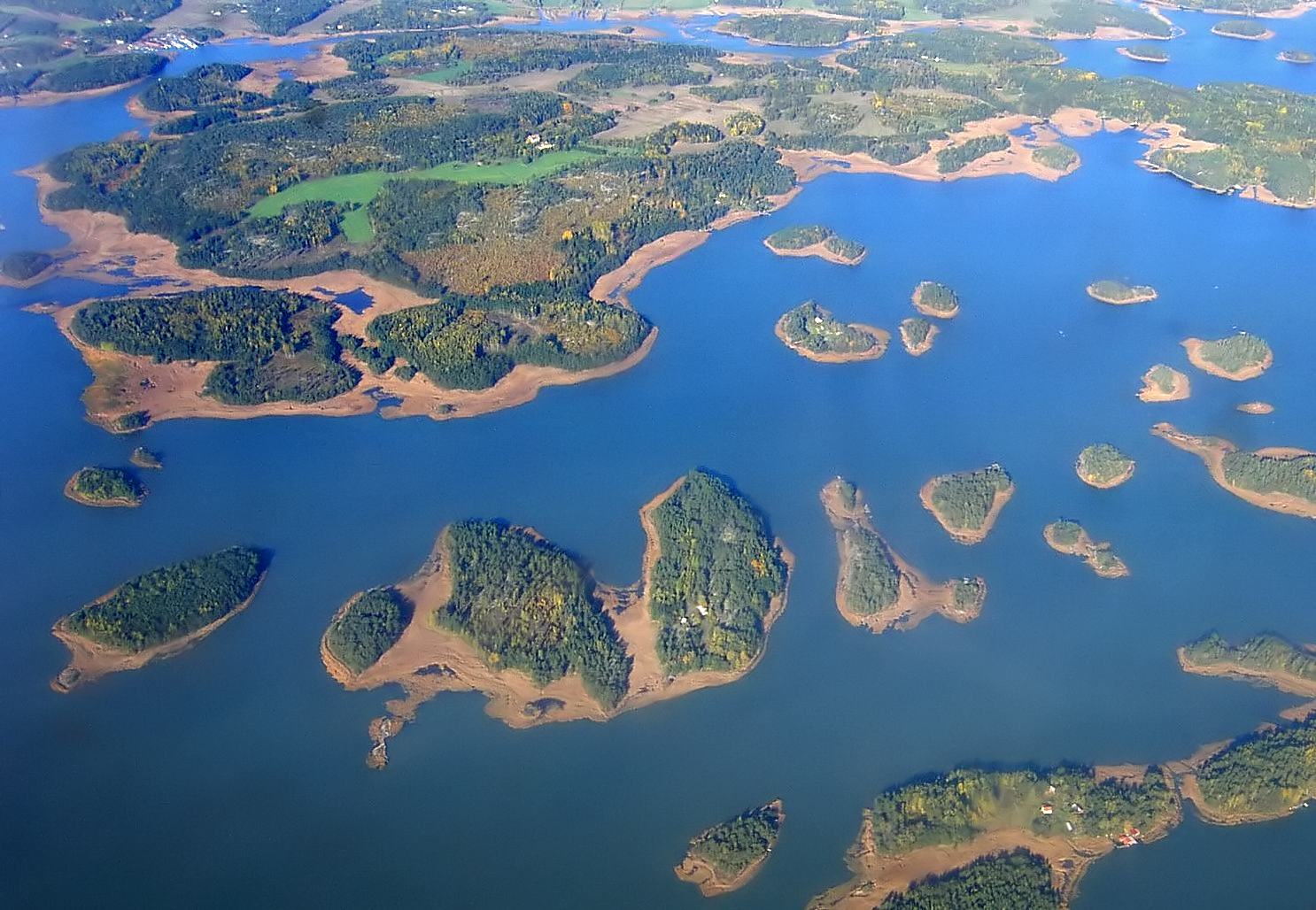
Iles de Naantali, côte de la mer Baltique.

#### Milieux

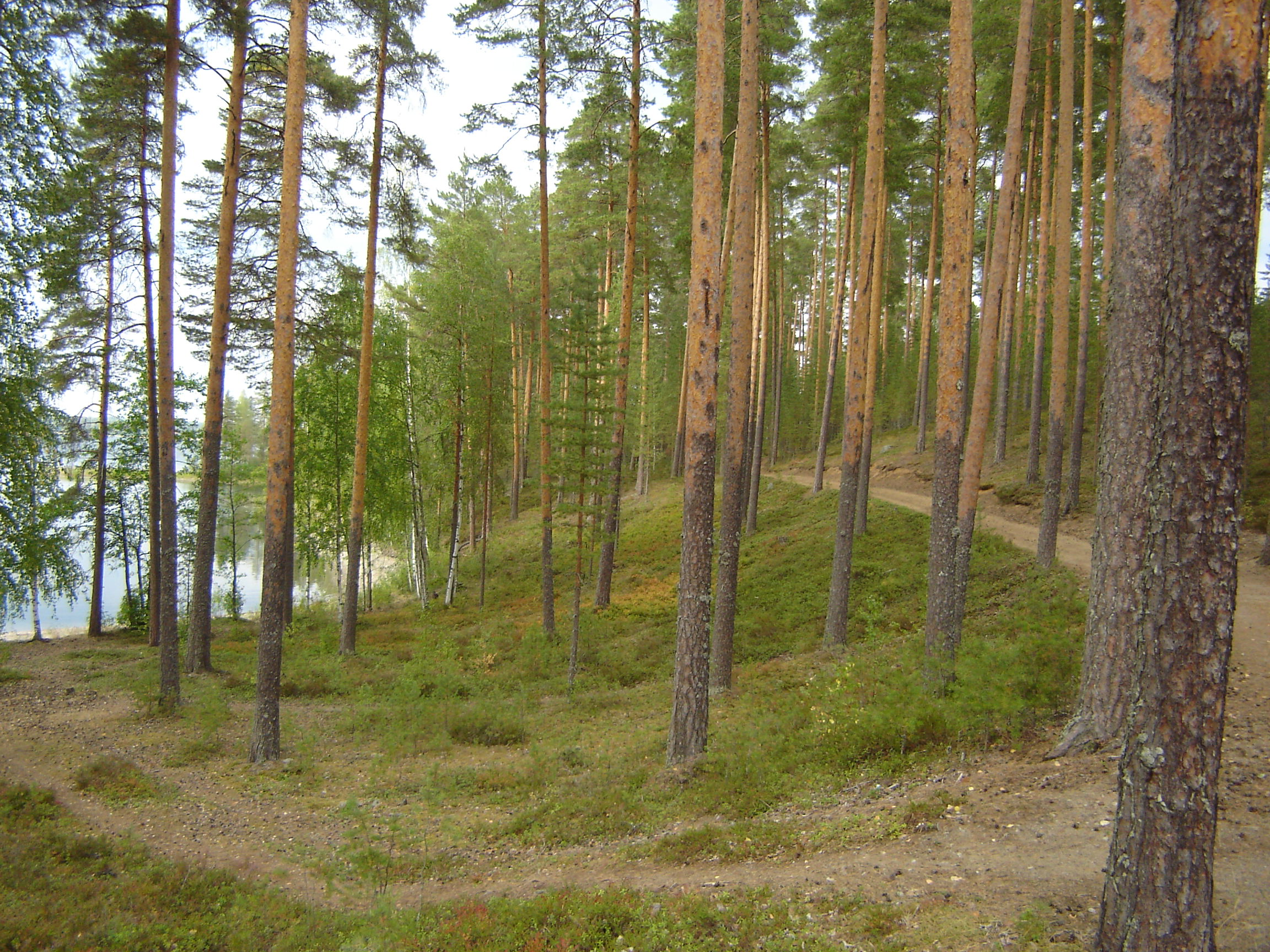
Forêt de pins à Punkaharju.

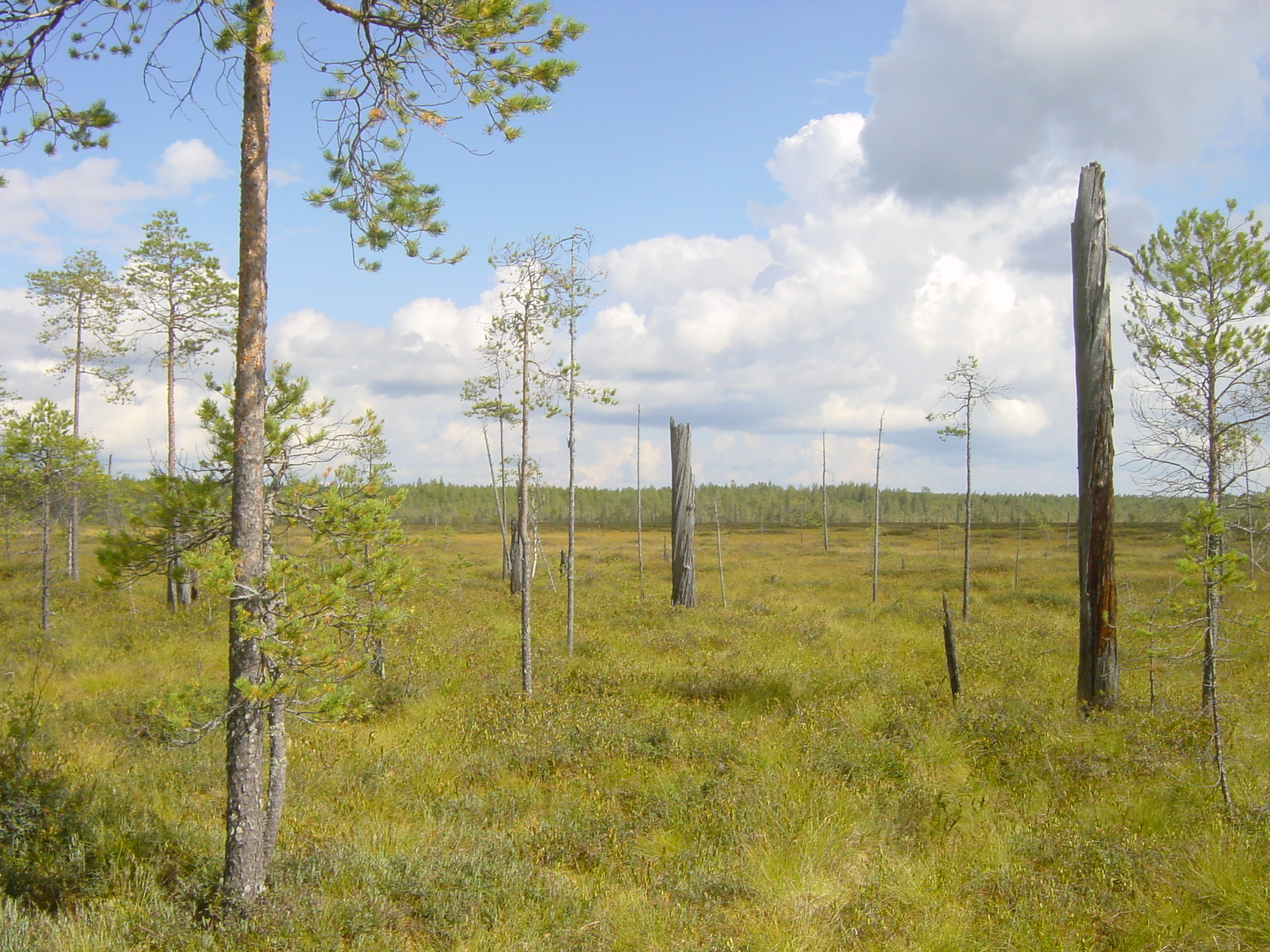
La tourbière de.

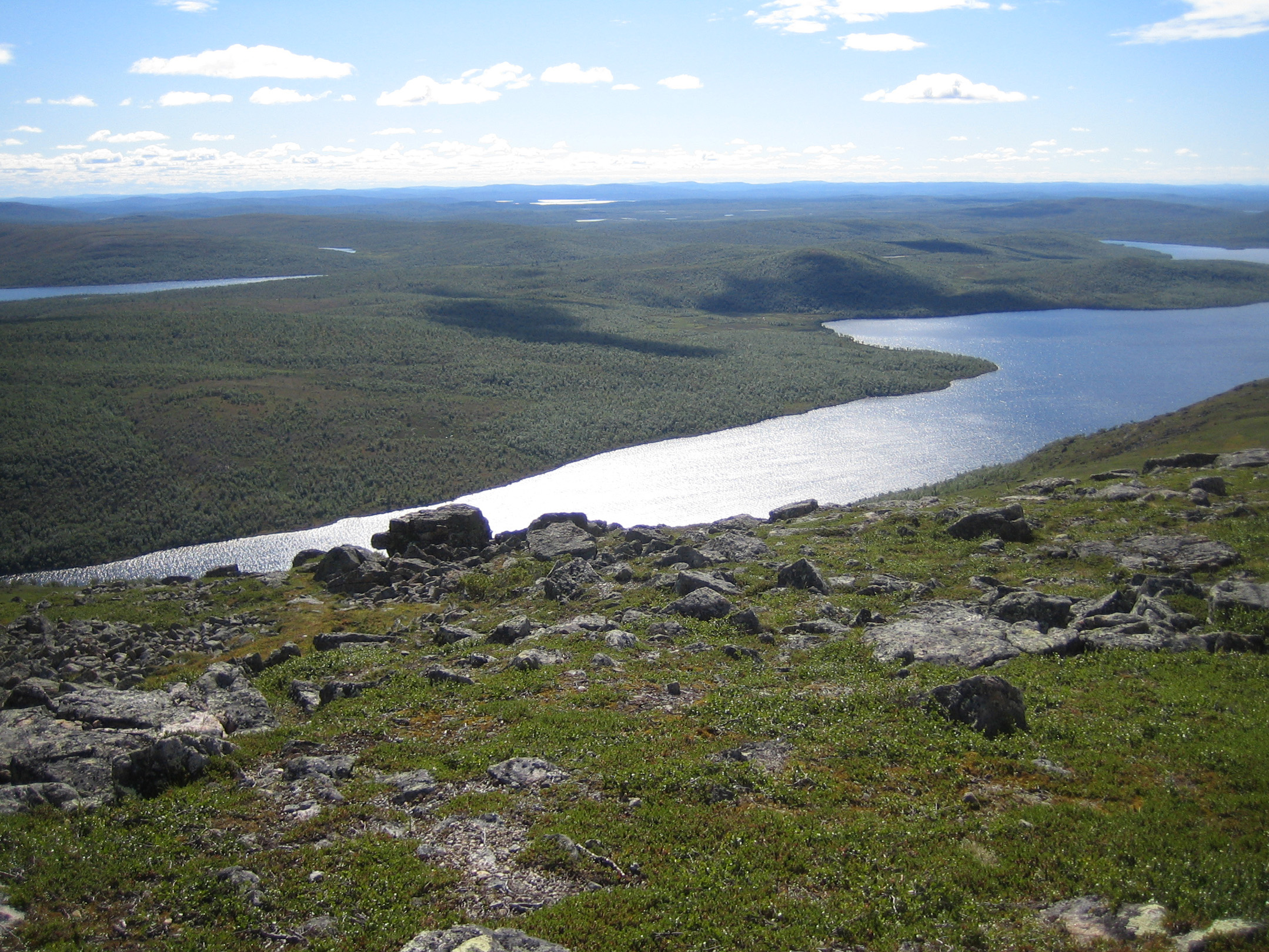
Un tunturi à Inari, en Laponie.

La Finlande est le pays le plus boisé d'Europe : 86 % de la superficie du pays est couverte de forêts. Mais la végétation s’ordonne du nord au sud en trois zones de végétation bien contrastées : la plus grande partie du pays est recouverte par la forêt boréale, qui se caractérise par une dominance des conifères, une période végétative brève et des sols pauvres, sur lesquels la croissance des arbres est lente et la variété florale est faible. Les essences dominantes sont le pin (50 %) et l'épicéa (30 %) ; le feuillu le plus représenté est le bouleau (16,5 %). Le sol est couvert d’airelles et de mousse, qui plus au nord cèdent la place aux lichens.
On ne retrouve de forêt mixte que le long de la côte sud-ouest ainsi que sur les quelques récifs disséminés au large. Il s'y trouve certaines essences uniques pour la Finlande, comme le chêne. La Laponie septentrionale est essentiellement dénudée ; seuls quelques bouleaux faméliques trouvent à se développer. Les collines sont couvertes de toundra.
Un tiers de la Finlande était à l'origine couvert de tourbières : au fil des siècles passés, la moitié a été asséchée pour l'agriculture. Il ne subsiste au sud que quelques tourbières ombrotrophes ; plus au nord, ce sont des tourbières d’aapa. La plus grande partie de ces tourbières sont des ripisylves.

#### Faune et flore

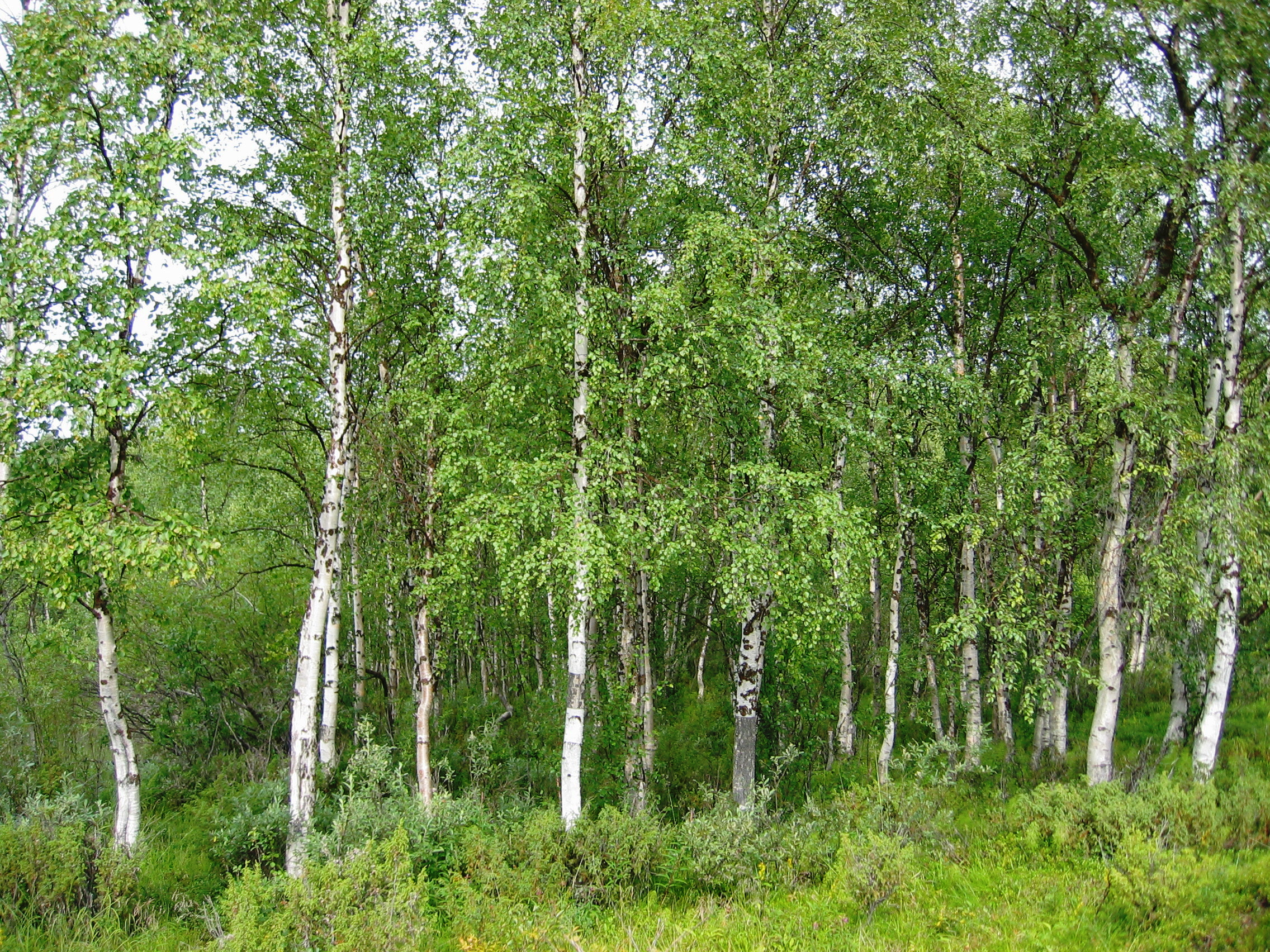
Le bouleau verruqueux, arbre national de la Finlande.

On dénombre 42 000 espèces différentes d'animaux et de végétaux en Finlande, dont 65 espèces de mammifères. Si la biodiversité y est moindre qu'en Europe centrale, les zones vierges procurent un habitat à de nombreuses espèces devenues rares sur le reste du continent.
La région du lac de Saimaa, est connue pour sa faune unique, près de la frontière russo-finlandaise, en particulier le phoque marbré du lac Saimaa, une sous-espèce endémique.

### Aires protégées
La première loi de conservation de la nature, date de 1923, en Finlande.
Aujourd'hui, en 2021, le réseau d'aires protégées de Finlande compte 40 parcs nationaux, 19 réserves naturelles strictes, et plus de 550 autres réserves naturelles sur des terres de l'État. 12 zones sauvages en Laponie, des zones de randonnées et des aires protégées privées et près de 1900 sites natura 2000 complètent le réseau.

## Impacts sur les milieux naturels

### Transports
Les moyens de transport en Finlande sont très développés.
- Malgré le froid, la pratique du vélo est répandue dans certaines villes, comme à Oulu, « capitale mondiale du vélo d'hiver » (plus de 150 jours enneigés par an et 22 % de trajets à vélo dans les déplacements quotidien), ville aménagée en faveur du vélo dès les années 1960, et comprenant un quartier aménagé avec de nombreuses pistes cyclables, plus directes que les routes pour voiture. Certains cyclistes y passent même par la mer Baltique gelée[6].
- Les bicyclettes urbaines de Helsinki et Espoo sont un service public de vélos en libre-service, à Helsinki et Espoo, intégré dans le système de transports de la région d’Helsinki.

### Pression sur les ressources non renouvelables

#### Énergies

##### Énergies nucléaires
| \| Loviisa Olkiluoto \| Localisation des centrales nucléaires en Finlande |
| Loviisa Olkiluoto                                                         |

La Finlande possède deux sites nucléaires de production d'électricité équipés chacun de deux réacteurs et qui produisent plus de 30 % de l'électricité nationale.
Le gouvernement finlandais a décidé en 2003 de lancer la construction d'un cinquième réacteur de type EPR : Olkiluoto-3 (1 600 MW), construit sur le site de la centrale nucléaire d'Olkiluoto, qui a été raccordé au réseau en mars 2022 pour une mise en service en décembre. Avec 1 600 mégawatts, c'est désormais le réacteur le plus puissant d'Europe en opération, et le troisième au monde. 
la Finlande doit faire face en 2022 à l'arrêt des livraisons d'électricité depuis la Russie, soit une capacité d'importation d'environ 1 000 MW. La mise en service de l'EPR et son bon fonctionnement est donc un enjeu stratégique crucial pour le pays.

#### Exploitation du minerai
La mine de Sotkamo, en Finlande, constitue en 2021 la plus grande source de nickel d'Europe pour les batteries des voitures électriques. Sur le site de 60 km2 dans le centre du pays, la roche récupérée est concassée avant d'être entassée et alimentée en oxygène et en eau pour extraire les minéraux essentiels aux batteries, dont la filière constitue plus de 50 % du chiffre d'affaires de la mine.

### Pollutions

#### Les émissions de gaz à effet de serre (GES)
En 2012, les émissions de gaz à effet de serre (GES) étaient de 37,325 MTCO2, soit 0,09 % des émissions mondiales.

## L'exposition aux risques
La Finlande est exposée à de multiples aléas naturels : séismes, tempêtes, incendies, glissements de terrain, sécheresses et canicules...

## Politique environnementale en Finlande

### Traités internationaux
La Finlande a signé le protocole de Kyoto.
Dans le cadre de la COP 21, la Finlandes'est engagé à réduire ses émissions de gaz à effet de serre de 40 % d'ici à 2030 par rapport au niveau de 1990, conformément à l'engagement de l'Union européenne.

### Évaluation environnementale globale
Le jour du dépassement (date de l’année, calculée par l'ONG américaine Global Footprint Network, à partir de laquelle l’humanité est supposée avoir consommé l’ensemble des ressources que la planète est capable de régénérer en un an) du pays est le 6 avril. La Finlande est l'un des pays dont la consommation dépasse le plus les capacités de la planète.